# Pteridospermales
Pteridospermales (inc. sed.) é uma ordem de Gimnospermas fósseis que existiu no Carbonifero ao Permiano. Foram as primeiras plantas com sementes que se tem notícia. Alguns depósitos de madeira de Pteridospermales transformaram-se em importantes jazidas de carvão exploradas economicamente.
Consistia de espécies arbóreas, com estrutura de lenho semelhante ao encontrado em samambaia-açus. Também como as samambaias, apresentava folhas penadas, cujas mais novas desenvolviam-se na forma de báculos. Mas ao invés de desenvolver esporos e gametófitos independentes, como as samambaias, produzia esporos em folhas especiais (macro e microesporófilos) que germinavam nessas mesmas folhas, dando origem a um gametófito, fechado em duas estruturas até então inéditas: o óvulo e os grãos de pólen.
As estruturas reprodutivas se assemelhavam a estróbilos bissexuais, com os microesporófilos na base e os macroesporófilos no ápice, numm padrão de organização ausente nas Gimnospermas viventes, mas análoga à encontrada em flores de algumas angiospermas. Essa proximidade morfológica, aliada a outras características anatômicas, colocam esta ordem como uma possível candidata a ancestral direta das plantas com flores.